# Jiang Yunsheng
Jiang Yunsheng (xinès simplificat: 姜云升, pinyin: Jiāng Yúnshēng, Kunming, Yunnan, 1 de juny de 1996) és un raper i músic xinès d'ètnia hui. Se'l coneix com a Jiangshi, zombi.